# Symulacja (medycyna)
Symulacja (łac. simulatio "udawanie" od similis "podobny") jako przedmiot zainteresowania nauk klinicznych (medycyny i psychologii) jest definiowana jako celowe fałszowanie, wyolbrzymianie lub samowywoływanie choroby (psychicznej lub somatycznej) motywowane dającymi się określić pobudkami zewnętrznymi. Zjawiskiem przeciwnym jest dysymulacja.
Symulowanie objawów somatycznych pojawia się częściej w kontekście zewnętrznych pobudek finansowych, objawów psychicznych – w kontekście związanym z postępowaniem sądowym (np. chęć uniknięcia niekorzystnego wyroku lub uzyskania wyroku korzystnego). Klasycznym opisem symulowania jest biblijna relacja dotycząca króla Dawida, który symulował objawy psychiczne – pobudką zewnętrzną była w tym przypadku chęć uniknięcia konfrontacji z silniejszym przeciwnikiem. Opisy symulacji pojawiały się regularnie na przestrzeni dziejów, m.in. dwa jej przypadki dotyczące objawów somatycznych opisał Galen.

## Diagnostyka różnicowa
Występowanie pobudek zewnętrznych odróżnia symulację od zaburzeń pozorowanych (często mylonych z symulacją). W odróżnieniu od osób symulujących, u osób z zaburzeniami pozorowanymi pobudka jest wewnętrzna – jest nią potrzeba utrzymywania się w roli osoby chorej.
Cechą symulacji jest występowanie zewnętrznych pobudek – może to być np. możliwość uzyskania świadczenia finansowego, zdobycie dostępu do leków, uniknięcie pracy, przyjęcie do szpitala, zapewnienie sobie świadczeń medycznych np. wizyty domowej lekarza itd. Celem symulacji może być również uzyskanie uwagi lub współczucia.
Możliwa jest symulacja zastępcza (ang. by proxy), gdy w celu osiągnięcia korzyści objawy choroby (najczęściej somatyczne) prowokowane są u drugiej osoby. Np. rodzic może symulować objawy u dziecka chcąc wymusić wizytę domową lekarza pediatry. Zjawisko takie określa się jako zastępczy zespół Münchhausena

## Kryteria diagnostyczne
Rozpoznanie symulacji opiera się na stosowaniu kwestionariuszy i skal samooceny (do najczęściej stosowanych należy kwestionariusz TOMM oraz 15-punktowy test Reya) oraz na ocenie neuropsychologicznej z wykorzystaniem różnych zestawów cech sugerujących występowanie symulacji (np. klasyczny zestaw pięciu oznak Wadella). 
Według podręcznika DSM-IV-TR symulację należy podejrzewać mając do czynienia z jakąkolwiek kombinacją następujących okoliczności:
- medyczno-prawny kontekst (np. skierowanie do lekarza lub psychologa klinicznego przez prokuratora);
- znaczna rozbieżność między objawami relacjonowanymi przez pacjenta a wynikami obiektywnego badania;
- brak współpracy podczas badania i nieprzestrzeganie zaleceń dotyczących dalszego postępowania;
- występowanie cech osobowości antyspołecznej.

Niektóre testy psychologiczne (np. MMPI-2) zawierają skale kontrolne, mające za zadanie odróżnianie symulacji zaburzeń osobowości od rzeczywistego zaburzenia. Skale te posługują się pytaniami o symptomy, które rzadko występują przy rzeczywistych zaburzeniach, jednak osobie bez przygotowania medycznego kojarzą się z chorobami psychicznymi. Symulanci mają w takich skalach średnio istotnie wyższe wyniki od osób z prawdziwymi zaburzeniami. Nadmierna symulacja unieważnia wyniki testu. 

## Leczenie
W postępowaniu terapeutycznym zalecane jest podejście niekonfrontacyjne, umożliwiające pacjentowi "wyjście z twarzą". W podejściu tym unika się mówienia pacjentowi wprost, że symuluje – stosuje się raczej strategie umożliwiające mu rezygnację z symulowania. Jednym z problemów związanych z postępowaniem z pacjentem symulującym są wzbudzane przez niego negatywne reakcje i postawy osób świadczących opiekę, mogące doprowadzić do odmowy dalszej opieki ze wszystkimi tego konsekwencjami (zdrowotnymi i prawnymi).